# Bogdanovo, Sliven
Bogdanovo (în bulgară Богданово) este un sat în comuna Nova Zagora, regiunea Sliven,  Bulgaria. 

## Demografie
Componența etnică a satului Bogdanovo
     Bulgari (85,71%)
     Romi (5,35%)
     Turci (4,84%)
     Nicio identificare (4,08%)
La recensământul din 2011, populația satului Bogdanovo era de 392 locuitori. Din punct de vedere etnic, majoritatea locuitorilor (85,71%) erau bulgari, existând și minorități de romi (5,35%) și turci (4,84%). Pentru 4,08% din locuitori nu este cunoscută apartenența etnică.